# Scaptia jaksoniensis
Scaptia jaksoniensis är en tvåvingeart som först beskrevs av Guérin-Méneville 1831.  Scaptia jaksoniensis ingår i släktet Scaptia och familjen bromsar. Inga underarter finns listade i Catalogue of Life.